# Karim Zedadka
Karim Zedadka (Pertuis, 9 giugno 2000) è un calciatore algerino con cittadinanza francese, centrocampista del Südtirol.

## Biografia
Nato in Francia da una famiglia di origini algerine, ha un fratello maggiore, Akim, anch'egli calciatore professionista.

## Caratteristiche tecniche
È un esterno di centrocampo, impiegabile anche come terzino sinistro.

## Carriera

### Club
Cresciuto nelle giovanili del Nizza, viene acquistato dal Napoli appena raggiunta la maggiore età; coi partenopei milita nella formazione Primavera, cominciando un giro di prestiti che lo porta a giocare con la Cavese in Serie C, e con lo Charleroi con cui disputa 11 partite nella massima serie belga.
Tornato alla base, con gli azzurri vince lo storico terzo scudetto, scendendo in campo in tre occasioni.
Il 31 agosto 2023 viene acquistato dallo Swift Hesperange, con cui disputa nove incontri della Division Nationale 2023-2024.
Il 30 gennaio 2024 viene ceduto in prestito all'Ascoli, facendo così ritorno in Italia. Esordisce coi bianconeri il 10 febbraio nella sconfitta contro il Catanzaro, entrando al posto di Simone D'Uffizi; chiude la stagione con 15 presenze in B in meno di 4 mesi.
Il 16 luglio 2024 firma un contratto triennale con il Südtirol; con gli altoatesini il 6 ottobre 2024 segna la sua prima rete in carriera, siglando il gol del definitivo contro il Cosenza. La sua stagione si chiude in anticipo a causa della rottura del legamento crociato nella partita contro il Frosinone disputata a fine gennaio 2025.

## Statistiche

### Presenze e reti nei club
| Stagione        | Squadra          | Campionato      | Campionato | Campionato | Coppe nazionali | Coppe nazionali | Coppe nazionali | Coppe continentali | Coppe continentali | Coppe continentali | Altre coppe | Altre coppe | Altre coppe | Totale | Totale |
| Stagione        | Squadra          | Comp            | Pres       | Reti       | Comp            | Pres            | Reti            | Comp               | Pres               | Reti               | Comp        | Pres        | Reti        | Pres   | Reti   |
| --------------- | ---------------- | --------------- | ---------- | ---------- | --------------- | --------------- | --------------- | ------------------ | ------------------ | ------------------ | ----------- | ----------- | ----------- | ------ | ------ |
| 2020-feb. 2021  | Cavese           | C               | 5          | 0          | -               | -               | -               | -                  | -                  | -                  | -           | -           | -           | 5      | 0      |
| feb.-giu. 2021  | Napoli           | A               | 0          | 0          | CI              | 0               | 0               | UCL                | 0                  | 0                  | -           | -           | -           | 0      | 0      |
| 2021-2022       | Charleroi        | PL              | 11         | 0          | CB              | 1               | 0               | -                  | -                  | -                  | -           | -           | -           | 12     | 0      |
| 2022-2023       | Napoli           | A               | 3          | 0          | CI              | 0               | 0               | UCL                | 0                  | 0                  | -           | -           | -           | 3      | 0      |
| 2023-gen. 2024  | Swift Hesperange | DN              | 9          | 0          | CL              | 1               | 0               | -                  | -                  | -                  | -           | -           | -           | 10     | 0      |
| gen.-giu. 2024  | Ascoli           | B               | 15         | 0          | -               | -               | -               | -                  | -                  | -                  | -           | -           | -           | 15     | 0      |
| 2024-2025       | Südtirol         | B               | 18         | 1          | -               | -               | -               | -                  | -                  | -                  | -           | -           | -           | 18     | 1      |
| Totale carriera | Totale carriera  | Totale carriera | 61         | 1          |                 | 2               | 0               |                    | 0                  | 0                  |             | -           | -           | 63     | 1      |

## Palmarès

### Club
- Campionato italiano: 1

Napoli: 2022-2023